# 大垣空襲
大垣空襲（おおがきくうしゅう）は、第二次世界大戦（大東亜戦争）中アメリカ軍により行われた岐阜県大垣市に対する空襲。
大垣市は計6回空襲を受けている。1945年（昭和20年）3月2日に最初の空襲を受け、同年7月24日には模擬原子爆弾（パンプキン爆弾）が投下されている。
ここでは最も被害の大きかった1945年（昭和20年）7月29日の空襲について記述する。

## 空襲の概要
- 大垣市は、戦前より揖斐川電気[2]、鐘淵紡績大垣工場[3]、住友通信工業大垣製造所[4]などの工場が多かった。そのため、度重なる空襲を受けていた。
- 昭和20年（1945年）7月29日夜半、B-29の編隊による空襲が行なわれる。この空襲により、大垣城（当時の国宝現在の重要文化財に相当）、（大垣別院）開闡寺などが焼失する。市街地の大半は焼失し、残った建物は大垣駅など、わずかだったという。
  - 飛来機数：90機
  - 投下焼夷弾：約20,000発
  - 死者：50人
  - 負傷者：約100人
  - 全半壊家屋：約4,900戸
  - 罹災者：約30,000人
  - ※当時の大垣市の人口は約56,000人

## 死傷者が極端に少なかった理由
この空襲での死傷者数は他の都市の空襲と比較して極端に少なく、かねてから研究者らの間で注目の対象となっていた。当時は防空法により、空襲を受けた場合は退去せず消火活動にあたることが義務付けられていたが、岐阜空襲の惨状を目の当たりにし「焼夷弾に対して火たたきやバケツリレーで火を消せるわけがない」と考えていた少年兵らが、本来ならば非常線を張って逃げる市民を押し戻して消火を命じる立場にあったにもかかわらず、軍紀に反して率先して市民を避難させ、その結果人的被害を激減させていたことが、元少年兵の1人の証言によって明らかとなった。

## 参考
- 『岐阜も「戦場」だった　岐阜・各務原・大垣の空襲』（岐阜市平和資料室友の会　岐阜県歴史教育者協議　2005年）
- 『軍紀に反し市民逃がす　大垣空襲で元少年兵が証言』（中日新聞2016年11月8日朝刊第12版）（同Web版）